# Trogonophidae
Trogonophidae é uma família de répteis escamados pertencentes ao clado Amphisbaenia.
Inclui quatro gêneros:
- Agamodon Peters, 1882
- Diplometopon Nikolsky, 1907
- Pachycalamus Günther, 1881
- Trogonophis Kaup, 1830